# Primo piano

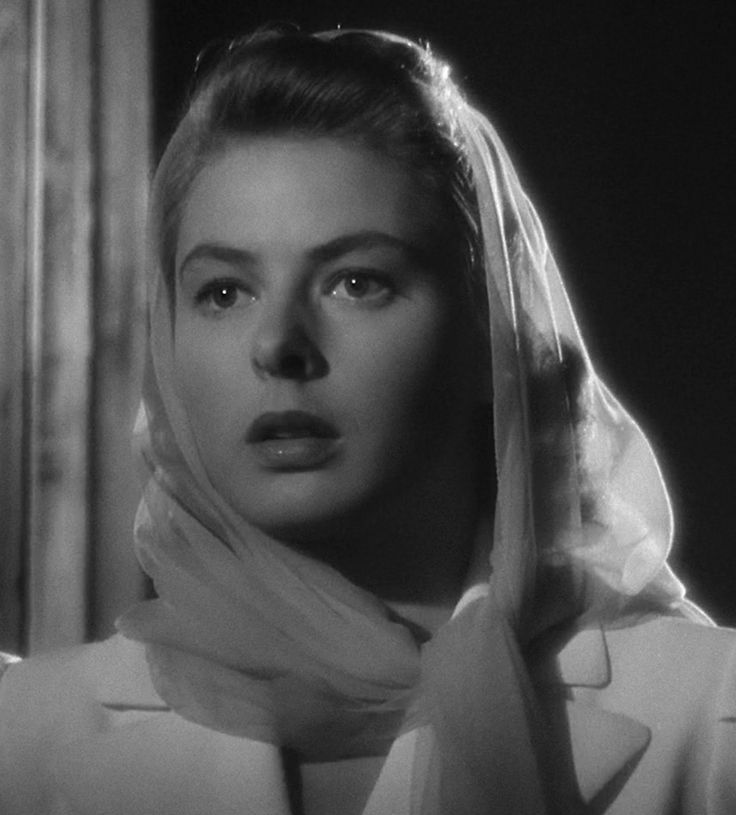
Un primo piano di Ingrid Bergman nel film Casablanca (1942)

Nei film, nella televisione e nella fotografia, un primo piano è un'inquadratura che stringe fermamente su una persona o un oggetto in particolare.
I primi piani vengono spesso impiegati come inserti per arrivare da un'inquadratura lontana a mostrare dei dettagli, come ad esempio le emozioni dei personaggi, o qualche intricato movimento delle loro mani. I close-up sul volto dei personaggi vengono impiegati molto di più in televisione che nei film: sono diffusi particolarmente nelle soap opera. Gli spettacoli televisivi che non usano i close-up sono spesso descritti come programmi che creano una sensazione immediata di distacco emotivo dai personaggi.
I primi piani vengono usati anche per far risaltare i personaggi principali: a quelli più importanti infatti viene solitamente fatto un close-up quando vengono presentati, in modo da indicarne la loro importanza. Ai personaggi principali verranno fatti molteplici close-up. C'è uno stereotipo ancora esistente di attori che desiderano un close-up in ogni momento e che contano il numero di close-up che hanno ricevuto. Un esempio di questo stereotipo è fornito dal personaggio di Norma Desmond nel film Viale del tramonto, mentre pronuncia le parole "All right, Mr. DeMille, I'm ready for my close-up" ("Va bene, sig. DeMille, sono pronta per il mio close-up") quando viene arrestata nel finale del film.
Lo svantaggio dei close-up è quello di non mostrare le posizioni relative delle persone e degli oggetti: un abuso di questa tecnica può facilmente confondere il pubblico.
Talvolta l'invenzione del close-up viene attribuita a David Wark Griffith, ma registi precedenti l'avevano già impiegato, anche se non con lo stesso effetto o con la stessa comprensione delle sue potenzialità. Sergio Leone lanciò una tecnica in cui si usavano close-up estremi che non mostravano niente di più che gli occhi degli attori.
Un "head-on shot" presenta delle analogie con un close-up: il primo si ha quando si riprende l'attore "di fronte" dalla faccia e viene usato per mostrare le emozioni o per evidenziare altri dettagli che non si possono notare con inquadrature più larghe.